# James D. McGinnis
James Douglas McGinnis, född 11 februari 1932 i Chicago i Illinois, död 24 februari 2009 i Dover i Delaware, var en amerikansk demokratisk politiker. Han var Delawares viceguvernör 1977–1981.
McGinnis gifte sig 1951 med Mary Jane Richards i Baltimore och flyttade 1954 till Delaware.
McGinnis efterträdde 1977 Eugene Bookhammer som Delawares viceguvernör och efterträddes 1981 av Michael Castle.